# Darcy Tucker
Darcy Tucker, född 15 mars 1975 i Castor, Alberta, är en kanadensisk före detta professionell ishockeyspelare som spelade i NHL för Montreal Canadiens, Tampa Bay Lightning, Toronto Maple Leafs och Colorado Avalanche.
Tucker är känd för att vara en hårt arbetande forward som även kan producera en hel del poäng. Säsongen 2005–06 gjorde han 28 mål och 61 poäng på 74 spelade matcher för Toronto Maple Leafs. Han listades som 151:e spelare totalt i NHL-draften 1993 av Montreal Canadiens.

## Klubbar i NHL
- Montreal Canadiens
- Tampa Bay Lightning
- Toronto Maple Leafs
- Colorado Avalanche

## Statistik

### Klubbkarriär
| 1991–92    | Kamloops Blazers      | WHL        | 26  | 3   | 10  | 13  | 42   | 9  | 0  | 1  | 1  | 16 |
| 1992–93    | Kamloops Blazers      | WHL        | 67  | 31  | 58  | 89  | 155  | 13 | 7  | 6  | 13 | 34 |
| 1993–94    | Kamloops Blazers      | WHL        | 66  | 52  | 88  | 140 | 143  | 19 | 9  | 18 | 27 | 43 |
| 1994–95    | Kamloops Blazers      | WHL        | 64  | 64  | 73  | 137 | 94   | 21 | 16 | 15 | 31 | 19 |
| 1995–96    | Fredericton Canadiens | AHL        | 74  | 29  | 64  | 93  | 174  | 7  | 7  | 3  | 10 | 14 |
| 1995–96    | Montreal Canadiens    | NHL        | 3   | 0   | 0   | 0   | 0    | —  | —  | —  | —  | —  |
| 1996–97    | Montreal Canadiens    | NHL        | 73  | 7   | 13  | 20  | 110  | 4  | 0  | 0  | 0  | 0  |
| 1997–98    | Montreal Canadiens    | NHL        | 39  | 1   | 5   | 6   | 57   | —  | —  | —  | —  | —  |
| 1997–98    | Tampa Bay Lightning   | NHL        | 35  | 6   | 8   | 14  | 89   | —  | —  | —  | —  | —  |
| 1998–99    | Tampa Bay Lightning   | NHL        | 82  | 21  | 22  | 43  | 176  | —  | —  | —  | —  | —  |
| 1999–00    | Tampa Bay Lightning   | NHL        | 50  | 14  | 20  | 34  | 108  | —  | —  | —  | —  | —  |
| 1999–00    | Toronto Maple Leafs   | NHL        | 27  | 7   | 10  | 17  | 55   | 12 | 4  | 2  | 6  | 15 |
| 2000–01    | Toronto Maple Leafs   | NHL        | 82  | 16  | 21  | 37  | 141  | 11 | 0  | 2  | 2  | 6  |
| 2001–02    | Toronto Maple Leafs   | NHL        | 77  | 24  | 35  | 59  | 92   | 17 | 4  | 4  | 8  | 38 |
| 2002–03    | Toronto Maple Leafs   | NHL        | 77  | 10  | 26  | 36  | 119  | 6  | 0  | 3  | 3  | 6  |
| 2003–04    | Toronto Maple Leafs   | NHL        | 64  | 21  | 11  | 32  | 68   | 12 | 2  | 0  | 2  | 14 |
| 2005–06    | Toronto Maple Leafs   | NHL        | 74  | 28  | 33  | 61  | 100  | —  | —  | —  | —  | —  |
| 2006–07    | Toronto Maple Leafs   | NHL        | 56  | 24  | 19  | 43  | 81   | —  | —  | —  | —  | —  |
| 2007–08    | Toronto Maple Leafs   | NHL        | 74  | 18  | 16  | 34  | 100  | —  | —  | —  | —  | —  |
| 2008–09    | Colorado Avalanche    | NHL        | 63  | 8   | 8   | 16  | 67   | —  | —  | —  | —  | —  |
| 2009–10    | Colorado Avalanche    | NHL        | 71  | 10  | 14  | 24  | 47   | 6  | 0  | 0  | 0  | 2  |
| NHL totalt | NHL totalt            | NHL totalt | 947 | 215 | 261 | 476 | 1410 | 68 | 10 | 11 | 21 | 81 |